# Sivoleđa čačalaka
Sivoleđa čačalaka (lat. Ortalis vetula) je vrsta ptice iz roda Ortalis, porodice Cracidae. Obitava i u suhim i u vlažnim šumama, posebno grmovitim područjima i savanama.

## Izgled
Duga je oko 56 centimetara, dok je teška 650 grama. Ima dug vrat, s malom glavom i golim grlom. Odrasli imaju sivkastu glavu i vrat s blijedim maslinasto-smeđim tijelom i krilima. Rep je crnkast sa zelenim sjajem i smećkasto-žutim vrhom. Šarenica oka je smeđa, a kljun je crne boje. Koža oko očiju i stopala je blijedo-sive boje.

## Ponašanje
Obično se nalazi u skupinama koje se sastoje od 15 jedinki. Dosta je skrivena i oprezna, a od opasnosti bježi trčeći brzo na tlu i skakanjem u područjima zaraslim grmljem. Hrani se u drvećima ili na tlu plodovima (smokva, palme, Sapotaceae), sjemenkama, lišćem i cvijećem. Ponekad je nametnik u poljoprivredi, najčešće u usjevima rajčica i krastavaca. Gnijezdi se za vrijeme rane kišne sezone. Gnijezdo se nalazi u gustoj vegetaciji, te se u njemu nalazi 2-4 jaja tvrde ljuske, bijele do kremaste boje.

## Podvrste
Ima četiri podvrste. To su:
- Ortalis vetula mccallii
- Ortalis vetula vetula
- Ortalis vetula pallidiventris
- Ortalis vetula deschauenseei